# Katedra św. Józefa w Hajdarabadzie (Indie)

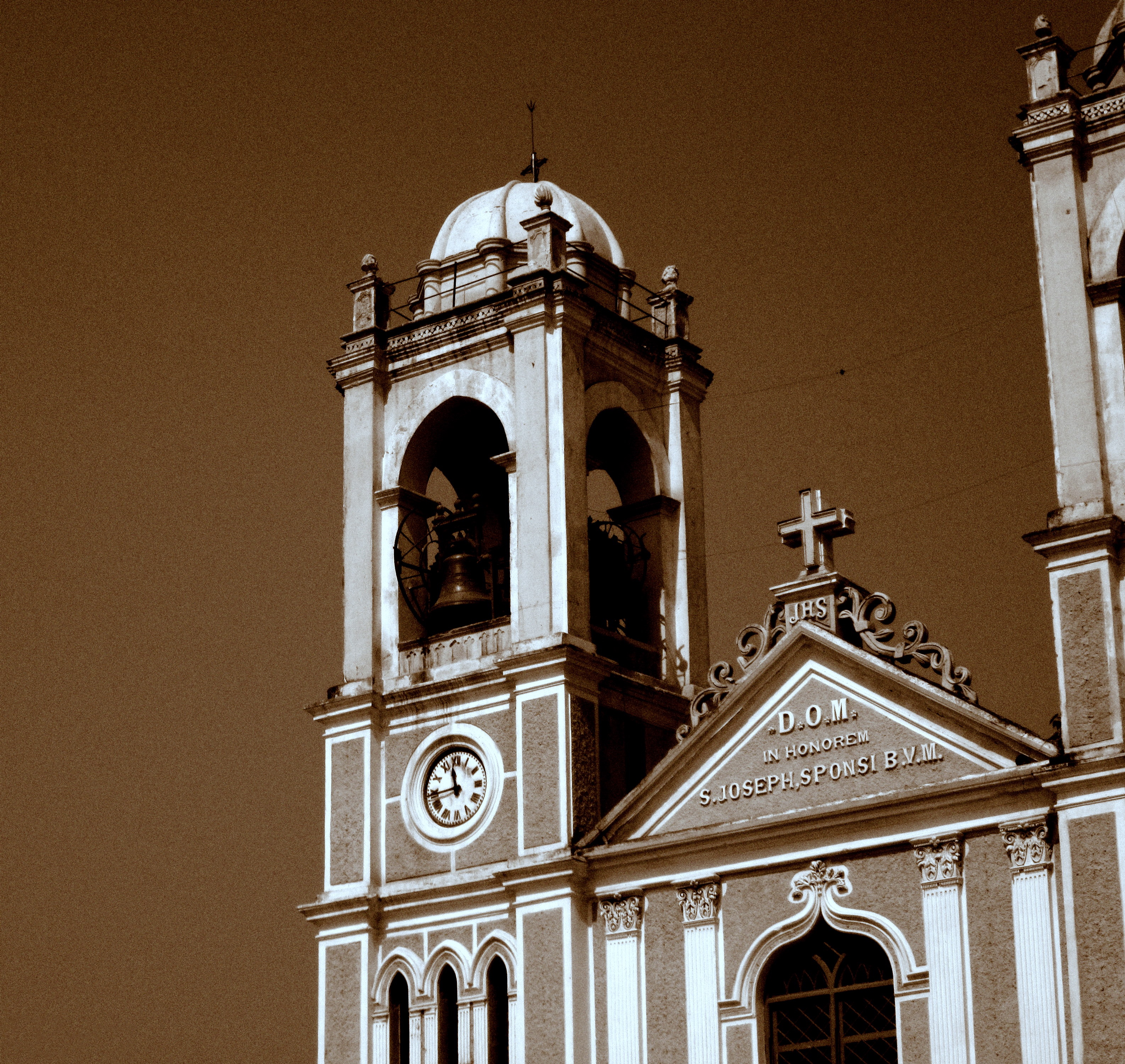
Katedra św. Józefa w Hyderabadzie, zbudowana w 1820 roku.

Katedra św. Józefa w Hajdarabadzie (Indie) jest katedrą Katolicką w Hajdarabadzie, w Indiach. Jest katedrą archidiecezji Hajdarabad i jednym z najpiękniejszych kościołów w miastach Hajdarabad i Secunderabad w stanie Andhra Pradesh w Indiach.

## Historia
Pierwszy kościół wybudowano w 1820, budowa obecnej budowli rozpoczęła się w 1869 roku, gdy ks. Antonio Tagliabue, zakupił ziemię w pobliżu Chaderghat, które obecnie nazywa się Gunfoundry (tak nazwane od centrum amunicji zbudowanego tutaj przez Nizama Hajdarabadu), na budowę szkoły, kościoła i klasztoru. Ks. Pietro Caprotti Pime, położył kamień węgielny w dniu 18 marca 1870 roku, w wigilię uroczystości św. Józefa. Ks. Luigi Malberti Pime objął parafię w 1872 roku i ukończył główny budynek, który został konsekrowany i otwarty dla kultu Bożego w Wigilię Bożego Narodzenia 1875 roku. Hajdarabad stał się oddzielną diecezją w 1886, i konsystorz odbył się w 1887 roku, papież Leon XIII ustanowił kościół św. Józefa katedrą diecezji, obecnie archidiecezji.